# Impresja, wschód słońca
Impresja, wschód słońca (fr. Impression, soleil levant) – obraz namalowany przez Claude’a Moneta, od tytułu którego nazwano kierunek w malarstwie – impresjonizm.
Datowany na 1872 rok. Obecnie znajduje się w Musée Marmottan w Paryżu. Przedstawia zatokę portową w mieście Hawr o świcie. Namalowany został prawdopodobnie podczas jednej sesji, na co może wskazywać niezwykle cienka warstwa farby na płótnie. W obrazie widoczne są wpływy malarstwa Williama Turnera i Johna Constable’a. Jedną z inspiracji były też japońskie drzeworyty, modne w tamtym okresie.
Został wystawiony w 1874 roku podczas wystawy w Atelier Nadara. Krytyk Louis Leroy użył tytułu obrazu Moneta w swojej nieprzychylnej recenzji i nazwał wystawę „Wystawa Impresjonistów”, nazywając w ten sposób nowy kierunek w sztuce.